# Molotitsi
Molotitsi (en rus: Молотицы) és un poble de l'óblast de Vladímir, a Rússia, segons el cens del 2010 tenia 1.192 habitants. Pertany al districte municipal de Múrom.